# ビリー・カーター
ビリー・カーター（Billy Carter）、本名ウィリアム・アルトン・カーター（William Alton Carter、1937年3月29日 – 1988年9月25日）は、アメリカ合衆国の農家、実業家、醸造家、政治活動家。アメリカ合衆国大統領ジミー・カーターの弟であり、ビリー・ビールを宣伝し、ジョージア州プレーンズの市長選挙の立候補者でもあった。

## 生い立ち
ジョージア州プレーンズで、ピーナッツ農家の父ジェームズ・アール・カーター・シニアと母リリアンの間に生まれた。
後年には奇矯な振る舞いで知られたが、母親によれば、7人きょうだいの中でも「一番賢かった (the smartest)」という。
若くして結婚した上で、海兵隊の軍役に就き、日本やフィリピンで勤務した後、帰郷し、アトランタのエモリー大学に学んだが、成績不良で退学させられた。以降は、人生の大半をプレーンズや近傍で過ごした。

## 1970年代、その後
1972年、ビリー・カーターはプレーンズでガソリンスタンドを買い入れた。1970年代のほとんどの期間、彼はこのスタンドを所有し、経営していた。
1976年には、プレーンズの市長選挙に出馬したが、97票対71票で敗れた。
1970年代、兄のジミー・カーターが大統領であった時期、ビリー・カーターは酒造会社ピーナット・ロリータの公式スポークスパーソンを務めた。
1977年、彼は「ビリー・ビール」というフォールズ・シティ・ブルーイング・カンパニーが売り出した商品の宣伝役となったが、これは同社が、ビール好きの南部のグッド・オールド・ボーイという彼の派手なイメージを利用しようとしてのことであり、そのイメージはもともと兄が大統領選挙に出馬した際にマスメディアが広めたものであった。ビリー・カーターの名は、1970年代のクイズ番組『Match Game』において、ワシントンD.C.の政界を意味するギャグの回答としてしばしば用いられた。彼は、公の場での奇妙な振る舞いで知られ、ある時には報道陣やお偉方が多数居合わせる中で、空港の滑走路上に放尿したこともあった。

## リビアとの関係
1978年後半から1979年にかけて、ビリー・カーターはジョージア州からの代表団とともにリビアを3回訪問した。また、1978年にリビアの代表団がアメリカを訪問した際には接待を行い、ユダヤ人グループから抗議を受けた。1979年8月、2回目のリビア訪問時には革命10周年記念式典に出席。さらにリビアを訪問していたパレスチナ解放機構のジブリル議長らとの会談も行うなど、アメリカと対立してきた諸国との関係を築いた。
彼は最終的に、リビア政府の外国人エージェントとなり、22万ドルのローンの提供を受けた（エドウィン・P・ウィルソンは、リビアがビリー・カーターに200万ドルを支払ったことを示す電報を見たことがあると主張している）。この一件は、何らかの影響力が金で売られたのではないかとの疑惑を生んで上院で公聴会が開かれる事態にまで発展し、マスメディアはこれをウォーターゲート事件になぞらえて「ビリーゲート (Billygate)」と称した。上院の小委員会は、「外国政府の利害を代表する個人の活動についての調査（ビリー・カーター＝リビア調査）(To Investigate Activities of Individuals Representing Interests of Foreign Governments (Billy Carter—Libya Investigation))」と称された。1980年8月4日、大統領ジミー・カーターは、「私はビリーがリビアから資金提供を受け、リビアに対して何らかの責務を負っているかもしれないことを、深く憂慮している。一連の事実は、私が大統領である間、私とビリーの関係にも影響することになろう。ビリーは過去において、リビアに対する合衆国の政策なり行動に何らかの影響力も有していないし、今後の将来においても影響力を及ぼすことはない。」と書き記した。

## 死去
1987年秋、カーターは膵癌を患い、施術されたものの回復できなかった。翌年、プレーンズにおいて、51歳で死去した。
これは、彼の姉ルース・カーター・ステイプルトンが同じ膵癌のために54歳で死去してから5年後のことであった。同じ年に母も膵癌で亡くなっている。彼らの父ジェームズ・アール・カーター・シニアもまた、58歳で膵癌のために死去していた。もう一人の姉グロリアも1990年に膵癌で死去した。2024年に死去した兄ジミーは膵癌にはなっていないが、2010年に誤認されたことがある。
1999年、カーターの息子ウィリアム・"バディ"・カーター4世(William "Buddy" Carter IV) が『Billy Carter: A Journey Through the Shadows』と題した父の伝記を出版した (ISBN 1-56352-553-4)。